# Cynarina lacrymalis
Espèce
Synonymes
- Acanthophyllia deshayesiana (Michelin 1850)

Statut de conservation UICN

 NT  : Quasi menacé
Statut CITES
Cynarina lacrymalis est une espèce de scléractiniaires (coraux durs).

### Liens externes

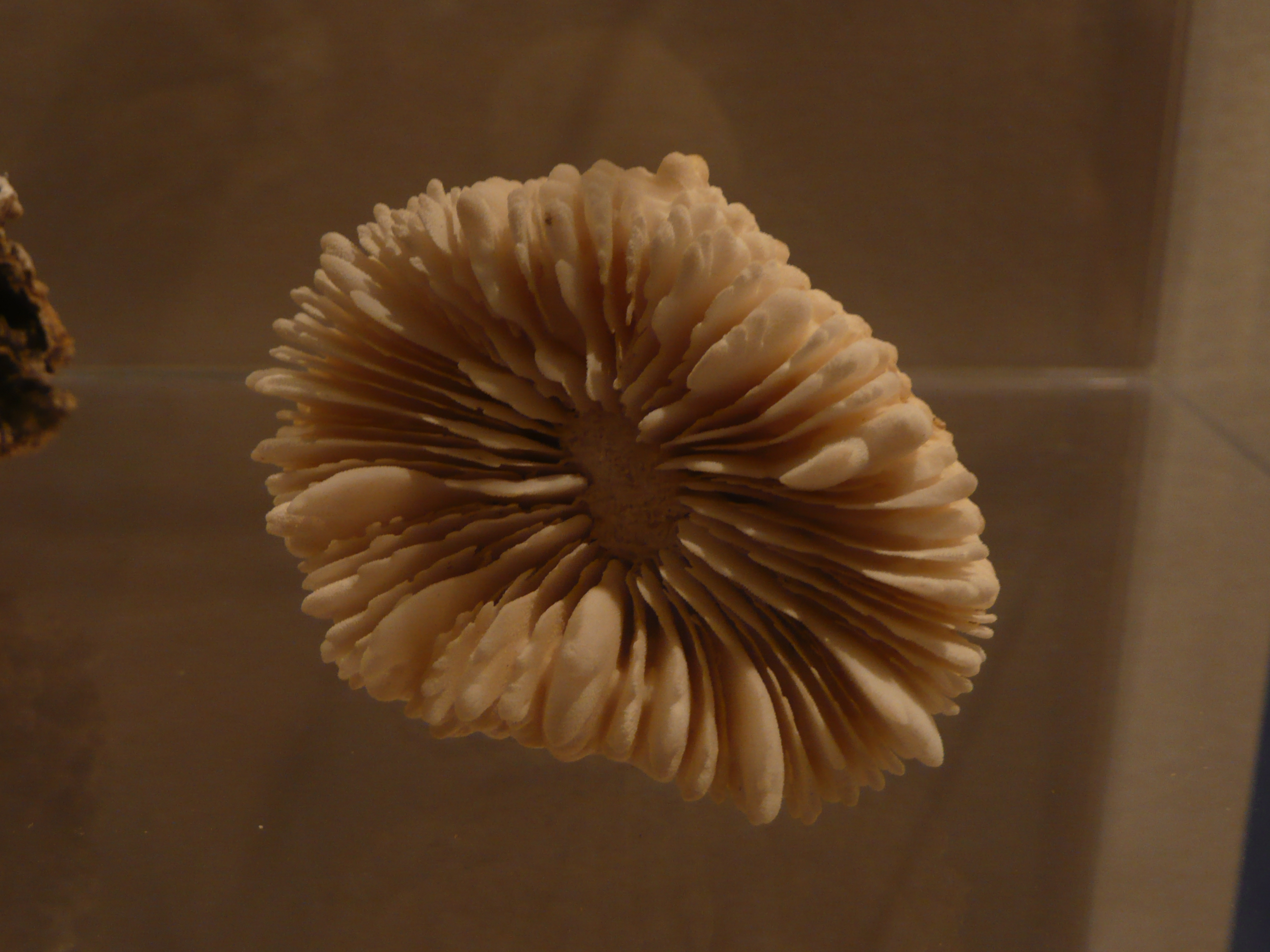
Cynarina lacrymalis